# هیتیسو
هیتیسو (به آلمانی: Hittisau) یک منطقهٔ مسکونی در اتریش است که در ناحیه برگنتس واقع شده‌است. هیتیسو ۴۶٫۶۵ کیلومتر مربع مساحت دارد ۷۹۸ متر بالاتر از سطح دریا واقع شده‌است.